# 120 uderzeń serca
120 uderzeń serca (fr. 120 battements par minute; ang. BPM (Beats per Minute)) – francuski dramat filmowy z 2017 roku w reżyserii Robina Campillo. Zdjęcia kręcono w Paryżu i Orleanie.
Film opowiada o homoseksualizmie i epidemii AIDS, które miały miejsce we Francji w latach dziewięćdziesiątych. Campillo i współautor scenariusza Philippe Mangeot wykorzystali swoje osobiste doświadczenia z ACT UP przy tworzeniu tej historii.
Światowa premiera odbyła się na 70. MFF w Cannes w 2017 roku, gdzie film zdobył uznanie krytyki i cztery nagrody, w tym Grand Prix, czyli drugą w konkursie głównym. Następnie zdobył sześć nagród Cezara, w tym za najlepszy film i inne wyróżnienia.

## Obsada
- Nahuel Pérez Biscayart jako Sean
- Arnaud Valois jako Nathan
- Adèle Haenel jako Sophie
- Antoine Reinartz jako Thibault
- Félix Maritaud jako Max
- Médhi Touré jako Germain
- Aloïse Sauvage jako Eva
- Simon Bourgade jako Luc
- Catherine Vinatier jako Hélène
- Saadia Bentaieb jako Mère Sean
- Ariel Borenstein jako Jérémie
- Théophile Ray jako Marco
- Simon Guélat jako Markus
- Jean-François Auguste jako Fabien
- Coralie Russier jako Muriel[5]

## Odbiór
Film uzyskał 98% pozytywnych recenzji w serwisie Rotten Tomatoes oraz 94% w serwisie Mediakrytyk.